# Дойранци (област Кърджали)
 Тази статия е за селото в Област Кърджали.  За другото българско село с това име вижте Дойранци (Област Шумен).  
До̀йранци е село в Южна България, община Ардино, област Кърджали.

## География
| Население по години | Население по години |
| ------------------- | ------------------- |
| 1934 г.             | 442 души            |
| 1946 г.             | 499 души            |
| 1956 г.             | 469 души            |
| 1975 г.             | 59 души             |
| 1985 г.             | 41 души             |
| 1992 г.             | 18 души             |
| 2001 г.             | 2 души              |
| 2011 г.             | 2 души              |
| 2019 г.             | 3 души              |

Село Дойранци се намира в най-източната част на Западните Родопи, на около 2 км западно от границата им с Източните Родопи, на около 16 km северозападно от Кърджали и 15 km север-североизточно от Ардино.
Близко до Дойранци се намират връх Бездивен (1139,9 m) – северозападно на около 2 km, село Ненково – на север-североизток на около 3 km, река Боровица – източно на около 2 km, река Арда и началото на язовир Кърджали – южно на около 3 km, село Аврамово – югозападно на около 3 km и село Русалско (кметство) – западно на около 5 km. Дойранци е разположено на надморска височина около 730 m по билото на дълго и тясно разклонение в най-източната част на рида Каракулас, спускащо се на североизток до река Боровица – на около 1,6 km южно от крайречното село Ненково – откъдето започва пътеката, която води до Дойранци.

## История
Селото – тогава с име Дойранлар – е в България от 1912 г. Преименувано е на Дойранци с министерска заповед № 3775, обнародвана на 7 декември 1934 г.
Към 31 декември 1934 г. село Дойранци се състои от махалите Желязковци (Демир оглар), Подградец (Хасар алтъ̀), Рибари (Балъкчилар) и Саево (Хорозлар).

## Население
Преброяване на населението през 2011 г.
Численост и дял на етническите групи според преброяването на населението през 2011 г.:
|                     | Численост | Дял (в %) |
| Общо                | 2         | 100,00    |
| Българи             | 0         | 0,00      |
| Турци               | 0         | 0,00      |
| Цигани              | 0         | 0,00      |
| Други               | 0         | 0,00      |
| Не се самоопределят | 0         | 0,00      |
| Неотговорили        | 0         | 0,00      |

## Религии
Изповядваната в село Дойранци религия е ислям.

## Обществени институции
Молитвеният дом в село Дойранци е джамия.